# Bahnrad-Weltcup 2014/15
Der UCI-Bahnrad-Weltcup 2014/2015 wird in drei Läufen zwischen November 2014 und Januar 2015 ausgetragen. Veranstalter ist der Weltradsportverband UCI.
Die bei diesen Veranstaltungen erreichten Platzierungen entscheiden über die Teilnahme von Sportlern und Verbänden an den UCI-Bahn-Weltmeisterschaften 2015 sowie in der Folge an den Olympischen Spielen 2016 in Rio de Janeiro.
Beim ersten Lauf in Guadalajara konnten die deutschen Sportler Kristina Vogel, Stefan Bötticher, Gudrun Stock und Mieke Kröger wegen einer Lebensmittelvergiftung nicht bei allen Rennen starten. Vogel hatte allerdings schon die Qualifikation zum Teamsprint bestritten und gemeinsam mit Miriam Welte das große Finale erreicht, so dass der zweite Platz sicher war. Für das Finale wurde Gudrun Stock anstelle von Vogel nominiert, die beiden Fahrerinnen traten jedoch nicht zum Rennen an. Auch der Bahn-Vierer der Frauen konnte aus diesem Grund sein letztes Rennen nicht bestreiten.

## Austragungsorte
| Datum                 | Ort                           |
| --------------------- | ----------------------------- |
| 8. – 9. November 2014 | Guadalajara/Mexiko            |
| 5. – 7. Dezember 2014 | London/Vereinigtes Königreich |
| 16. – 18. Januar 2015 | Cali/Kolumbien                |

## Resultate

### Frauen

#### Sprint
| Ort         | Siegerin            | Zweite              | Dritte          |
| ----------- | ------------------- | ------------------- | --------------- |
| Guadalajara | Anastassija Woinowa | MSP Guo Shuang      | Lisandra Guerra |
| London      | Kristina Vogel      | Anastassija Woinowa | Elis Ligtlee    |
| Cali        | Elis Ligtlee        | MSP Guo Shuang      | Lee Wai-sze     |

Gesamtwertung
| Pos. | Fahrerin            | Gua | London | Cali | Pkt |
| ---- | ------------------- | --- | ------ | ---- | --- |
| 1.   | Elis Ligtlee        | 113 | 120    | 150  | 383 |
| 2.   | MSP Guo Shuang      | 135 | 105    | 135  | 375 |
| 3.   | Lee Wai-sze         | 90  | 90     | 120  | 300 |
| 4.   | Anastassija Woinowa | 150 | 135    | -    | 285 |
| 5.   | Lisandra Guerra     | 120 | 33     | 82   | 235 |
| 6.   | Olga Islaimowa      | 74  | 54     | 105  | 233 |
| 7.   | Victoria Williamson | 66  | 45     | 98   | 209 |
| 8.   | JAY Anna Meares     | 105 | 98     | -    | 203 |
| 9.   | Jessica Varnish     | 49  | 60     | 90   | 199 |
| 10.  | Zhong Tianshi       | 82  | 113    | -    | 195 |

#### Keirin
| Ort         | Siegerin       | Zweite              | Dritte           |
| ----------- | -------------- | ------------------- | ---------------- |
| Guadalajara | MSP Guo Shuang | SLY Zhong Tianshi   | Anna Meares      |
| London      | MSP Guo Shuang | Kristina Vogel      | Lee Hye-jin      |
| Cali        | Junhong Lin    | Shanne Braspennincx | Melissa Erickson |

Gesamtwertung
| Pos. | Fahrerin           | Gua | Lon | Cali | Pkt |
| ---- | ------------------ | --- | --- | ---- | --- |
| 1.   | MSP Guo Shuang     | 150 | 150 | 150  | 450 |
| 2.   | Lee Wai-sze        | 49  | 113 | 90   | 252 |
| 3.   | SLY Zhong Tianshi  | 135 | 98  |      | 233 |
| 4.   | Junhong Lin        | 30  | 54  | 135  | 213 |
| 5.   | Jessica Varnish    | 49  | 105 | 49   | 203 |
| 6.   | Anna Meares        | 120 | 82  |      | 202 |
| 7.   | Lee Hye-jin        | 30  | 120 | 49   | 199 |
| 8.   | Simona Krupeckaitė | 98  | 90  |      | 188 |
| 9.   | Monique Sullivan   | 66  | 30  | 82   | 178 |
| 10.  | Lisandra Guerra    | 49  | 49  | 74   | 172 |

#### Teamsprint
| Ort         | Siegerinnen                                   | Zweite                                       | Dritte                                           |
| ----------- | --------------------------------------------- | -------------------------------------------- | ------------------------------------------------ |
| Guadalajara | Australien Kaarle McCulloch Stephanie Morton  | Deutschland Gudrun Stock Miriam Welte        | Russland Darja Schmeljowa Anastassija Woinowa    |
| London      | Volksrepublik China Zhong Tianshi Gong Jinjie | Deutschland Kristina Vogel Miriam Welte      | Russland Jekaterina Gnidenko Anastassija Woinowa |
| Cali        | Russland Darja Schmeljowa Jekaterina Gnidenko | Niederlande Elis Ligtlee Shanne Braspennincx | Spanien Tania Calvo Helena Casas                 |

Gesamtwertung
| Pos. | Team                   | Gua | Lon | Cali | Pkt |
| ---- | ---------------------- | --- | --- | ---- | --- |
| 1.   | Russland               | 120 | 120 | 150  | 390 |
| 2.   | Niederlande            | 113 | 90  | 135  | 338 |
| 3.   | Spanien                | 105 | 82  | 120  | 307 |
| 4.   | Deutschland            | 135 | 135 | 36   | 306 |
| 5.   | Frankreich             | 98  | 98  | 98   | 294 |
| 6.   | Vereinigtes Königreich | 74  | 105 | 105  | 284 |
| 7.   | Neuseeland             | 99  | 66  | 113  | 269 |
| 8.   | Australien             | 150 | -   | 90   | 240 |
| 9.   | Volksrepublik China    | 21  | 150 | 54   | 225 |
| 10.  | Kolumbien              | 82  | 33  | 60   | 175 |

#### Mannschaftsverfolgung
| Ort         | Siegerinnen                                                                  | Zweite                                                               | Dritte                                                                     |
| ----------- | ---------------------------------------------------------------------------- | -------------------------------------------------------------------- | -------------------------------------------------------------------------- |
| Guadalajara | Vereinigtes Königreich Laura Trott Elinor Barker Ciara Horne Amy Roberts     | Kanada Allison Beveridge Jasmin Glaesser Kirsti Lay Stephanie Roorda | Volksrepublik China Huang Dong Yan Jing Yali Wenwen Jiang Zhao Baofang     |
| London      | Vereinigtes Königreich Laura Trott Elinor Barker Ciara Horne Katie Archibald | Australien Isabella King Ashlee Ankudinoff Amy Cure Melissa Hoskins  | Kanada Allison Beveridge Jasmin Glaesser Kirsti Lay Stephanie Roorda       |
| Cali        | Australien Macey Stewart Elissa Wundersitz Alexandra Manly Lauren Perry      | Volksrepublik China Huang Dong Yan Jin Di Liang Hongyu Zhao Baofang  | Vereinigte Staaten Carmen Small Lauren Tamayo Jennifer Valente Ruth Winder |

Gesamtwertung
| Pos. | Team                   | Gua | Lon | Cali | Pkt |
| ---- | ---------------------- | --- | --- | ---- | --- |
| 1.   | Australien             | 210 | 270 | 300  | 780 |
| 2.   | Volksrepublik China    | 240 | 226 | 270  | 736 |
| 3.   | Vereinigtes Königreich | 300 | 300 | -    | 600 |
| 4.   | Neuseeland             | 226 | 210 | 164  | 600 |
| 5.   | Kanada                 | 270 | 240 | 84   | 594 |
| 6.   | Deutschland            | 164 | 196 | 210  | 570 |
| 7.   | Italien                | 180 | 148 | 226  | 554 |
| 8.   | Belarus                | 120 | 120 | 196  | 436 |
| 9.   | Russland               | 132 | 180 | 78   | 390 |
| 10.  | Vereinigte Staaten     | 148 | -   | 240  | 388 |

#### Omnium
| Ort         | Siegerin       | Zweite          | Dritte             |
| ----------- | -------------- | --------------- | ------------------ |
| Guadalajara | Jolien D’hoore | Marlies Mejías  | Małgorzata Wojtyra |
| London      | Laura Trott    | Jolien D’hoore  | Kirsten Wild       |
| Cali        | Kirsten Wild   | Leire Olaberria | Anna Knauer        |

Gesamtwertung
| Pos. | Fahrerin           | Gua | Lon | Cali | Pkt |
| ---- | ------------------ | --- | --- | ---- | --- |
| 1.   | Kirsten Wild       | 105 | 120 | 150  | 375 |
| 2.   | Marlies Mejías     | 135 | 105 | 113  | 353 |
| 3.   | Jolien D’hoore     | 150 | 135 | -    | 285 |
| 4.   | Amalie Dideriksen  | 113 | 82  | 90   | 285 |
| 5.   | Anna Knauer        | 90  | 66  | 120  | 276 |
| 6.   | Małgorzata Wojtyra | 120 | 90  | -    | 210 |
| 7.   | Leire Olaberria    | -   | 54  | 135  | 189 |
| 8.   | Simona Frapporti   | 74  | -   | 105  | 179 |
| 9.   | Racquel Sheath     | 60  | 30  | 74   | 164 |
| 10.  | Laura Trott        | -   | 150 | -    | 150 |

#### Scratch
| Ort    | Siegerin       | Zweite          | Dritte              |
| ------ | -------------- | --------------- | ------------------- |
| London | Jannie Salcedo | Lauren Stephens | Katarzyna Pawłowska |

#### Punktefahren
| Ort    | Siegerin | Zweite          | Dritte        |
| ------ | -------- | --------------- | ------------- |
| London | Amy Cure | Jasmin Glaesser | Elinor Barker |

### Männer

#### Sprint
| Ort         | Sieger           | Zweiter          | Dritter         |
| ----------- | ---------------- | ---------------- | --------------- |
| Guadalajara | Matthew Glaetzer | Jason Kenny      | Fabián Puerta   |
| London      | Jeffrey Hoogland | Fabián Puerta    | Hersony Canelón |
| Cali        | Denis Dmitrijew  | Jeffrey Hoogland | Fabián Puerta   |

Gesamtwertung
| Pos. | Fahrer            | Gua | Lon | Cali | Pkt |
| ---- | ----------------- | --- | --- | ---- | --- |
| 1.   | Fabián Puerta     | 120 | 135 | 120  | 375 |
| 2.   | Jeffrey Hoogland  | -   | 150 | 135  | 285 |
| 3.   | Hersony Canelón   | 66  | 120 | 74   | 260 |
| 4.   | Matthew Glaetzer  | 150 | 74  | -    | 224 |
| 5.   | Denis Dmitrijew   | -   | 54  | 150  | 204 |
| 6.   | Robert Förstemann | 105 | 82  | -    | 187 |
| 7.   | Pavel Kelemen     | 82  | 42  | 60   | 184 |
| 8.   | Sam Webster       | 113 | 60  | -    | 173 |
| 9.   | Nikita Schurschin | 74  | 90  | -    | 164 |
| 10.  | Stefan Bötticher  | 54  | 105 | -    | 159 |

#### Keirin
| Ort         | Sieger           | Zweiter          | Dritter            |
| ----------- | ---------------- | ---------------- | ------------------ |
| Guadalajara | Joachim Eilers   | Matthew Glaetzer | Fabián Puerta      |
| London      | Stefan Bötticher | Fabián Puerta    | Christos Volikakis |
| Cali        | Fabián Puerta    | Shane Perkins    | Matthew Baranoski  |

Gesamtwertung
| Pos. | Fahrer             | Gua | Lon | Cali | Pkt |
| ---- | ------------------ | --- | --- | ---- | --- |
| 1.   | Fabián Puerta      | 120 | 135 | 150  | 405 |
| 2.   | Christos Volikakis | 1   | 120 | 113  | 234 |
| 3.   | Matthew Baranoski  | 49  | 60  | 120  | 229 |
| 4.   | Kazunari Watanabe  | 30  | 105 | 82   | 217 |
| 5.   | Jason Kenny        | 113 | 98  | -    | 211 |
| 6.   | Kamil Kuczyński    | 98  | -   | 90   | 188 |
| 7.   | Nikita Schurschin  | 105 | 74  | -    | 179 |
| 8.   | Stefan Bötticher   | -   | 150 | -    | 150 |
| 9.   | Joachim Eilers     | 150 | -   | -    | 150 |
| 10.  | Matthijs Büchli    | 90  | -   | 49   | 139 |

#### Teamsprint
| Ort         | Sieger                                                          | Zweiter                                                   | Dritter                                                        |
| ----------- | --------------------------------------------------------------- | --------------------------------------------------------- | -------------------------------------------------------------- |
| Guadalajara | Vereinigtes Königreich Philip Hindes Jason Kenny Callum Skinner | Deutschland Robert Förstemann Joachim Eilers Eric Engler  | Neuseeland Ethan Mitchell Sam Webster Edward Dawkins           |
| London      | Deutschland Joachim Eilers Robert Förstemann René Enders        | Team Jayco-AIS Matthew Glaetzer Shane Perkins Nathan Hart | Neuseeland Ethan Mitchell Sam Webster Edward Dawkins           |
| Cali        | Frankreich Grégory Baugé Kévin Sireau Quentin Lafargue          | Jeffrey Hoogland Hugo Haak Matthijs Büchli                | Neuseeland Grzegorz Drejgier Damian Zieliński Krzysztof Maksel |

Gesamtwertung
| Pos. | Team                   | Gua   | Lon   | Cali  | Pkt   |
| ---- | ---------------------- | ----- | ----- | ----- | ----- |
| 1.   | Frankreich             | 147,0 | 169,6 | 225,0 | 541,5 |
| 2.   | Niederlande            | 169,5 | 147,0 | 202,5 | 519,0 |
| 3.   | Vereinigtes Königreich | 225,0 | 135,0 | 147,0 | 507,0 |
| 4.   | Deutschland            | 202,5 | 225,0 | 54,0  | 481,5 |
| 5.   | Neuseeland             | 180,0 | 180,0 | 110,0 | 471,0 |
| 6.   | Venezuela              | 135,0 | 123,0 | 157,5 | 415,5 |
| 7.   | Polen                  | 099,0 | 111,0 | 180,0 | 390,0 |
| 8.   | Russland               | 81,0  | 157,5 | 135,0 | 373,5 |
| 9.   | Kolumbien              | 123,0 | 90,0  | 90,0  | 303,0 |
| 10.  | Südkorea               | 110,0 | 63,0  | 123,0 | 297,0 |

#### Mannschaftsverfolgung
| Ort         | Sieger                                                                        | Zweiter                                                                           | Dritter                                                                                 |
| ----------- | ----------------------------------------------------------------------------- | --------------------------------------------------------------------------------- | --------------------------------------------------------------------------------------- |
| Guadalajara | Australien Daniel Fitter Alexander Porter Miles Scotson Sam Welsford          | Vereinigtes Königreich Jonathan Dibben Steven Burke Andrew Tennant Mark Christian | Schweiz Silvan Dillier Stefan Küng Frank Pasche Théry Schir                             |
| London      | Vereinigtes Königreich Steven Burke Mark Christian Owain Doull Andrew Tennant | Neuseeland Pieter Bulling Westley Gough Cameron Kawowski Myron Simpson            | Dänemark Casper Pedersen Lasse Norman Hansen Rasmus Christian Quaade Casper von Folsach |
| Cali        | Australien Scott Law Joshua Harrison Jackson Law Titus McManus                | RVL Artur Jerschow Alexander Jewtuschenko Alexei Kurbatow Alexander Serow         | Vereinigtes Königreich Germain Burton Matthew Gibson Christopher Latham Mark Stewart    |

Gesamtwertung
| Pos. | Team                   | Gua | Lon | Cali | Pkt |
| ---- | ---------------------- | --- | --- | ---- | --- |
| 1.   | Vereinigtes Königreich | 270 | 300 | 240  | 810 |
| 2.   | Australien             | 300 | 180 | 300  | 780 |
| 3.   | Dänemark               | 196 | 240 | 226  | 662 |
| 4.   | Deutschland            | 226 | 164 | 210  | 600 |
| 5.   | Neuseeland             | 210 | 270 | 98   | 578 |
| 6.   | Schweiz                | 240 | 226 | 84   | 550 |
| 7.   | Niederlande            | 164 | 210 | 148  | 522 |
| 8.   | Spanien                | 180 | 60  | 196  | 436 |
| 9.   | Russland               | 108 | 148 | 164  | 420 |
| 10.  | Belgien                | 90  | 132 | 180  | 402 |

Beim ersten Lauf in Guadalajara verbesserte der deutsche Vierer in der Zwischenrunde mit 3:57,507 Minuten den knapp ein Jahr alten deutschen Rekord in der Mannschaftsverfolgung. Im kleinen Finale setzte sich die Mannschaft gegen die Schweiz durch, wurde aber später nach einem unangemeldeten Fahrerwechsel auf Platz vier zurückgesetzt.

#### Omnium
| Ort         | Sieger           | Zweiter         | Dritter   |
| ----------- | ---------------- | --------------- | --------- |
| Guadalajara | Lucas Liß        | Glenn O’Shea    | Bobby Lea |
| London      | Fernando Gaviria | Scott Law       | Bobby Lea |
| Cali        | Maximilian Beyer | Jasper De Buyst | Tim Veldt |

Gesamtwertung
| Pos. | Fahrer            | Gua | Lon | Cali | Pkt |
| ---- | ----------------- | --- | --- | ---- | --- |
| 1.   | Casper Pedersen   | 105 | 74  | 90   | 269 |
| 2.   | Jasper De Buyst   | 24  | 32  | 135  | 241 |
| 3.   | Bobby Lea         | 120 | 120 | -    | 240 |
| 4.   | Tim Veldt         | -   | 113 | 113  | 226 |
| 5.   | Maximilian Beyer  | -   | 74  | 150  | 224 |
| 6.   | EUC Thomas Boudat | -   | 105 | 105  | 210 |
| 7.   | Raman Zischkou    | 82  | -   | 82   | 164 |
| 8.   | Cameron Karwowski | 60  | -   | 98   | 158 |
| 9.   | Liu Hao           | 42  | 49  | 60   | 151 |
| 10.  | Fernando Gaviria  | -   | 150 | -    | 150 |

#### Punktefahren
| Ort    | Sieger      | Zweiter         | Dritter           |
| ------ | ----------- | --------------- | ----------------- |
| London | Eloy Teruel | Kenny De Ketele | Eduardo Sepúlveda |

#### Zweier-Mannschaftsfahren
| Ort    | Sieger                                             | Zweiter                                  | Dritter                                    |
| ------ | -------------------------------------------------- | ---------------------------------------- | ------------------------------------------ |
| London | Vereinigtes Königreich Mark Christian/ Owain Doull | Neuseeland Pieter Bulling/ Westley Gough | Deutschland Henning Bommel/ Theo Reinhardt |

### Teamwertung
(Endstand)
| Pos. | Nation/Team            | Gua    | Lon    | Cali   | Pkt    |
| ---- | ---------------------- | ------ | ------ | ------ | ------ |
| 1.   | Deutschland            | 1363,5 | 1609,0 | 1065,0 | 4037,5 |
| 2.   | Vereinigtes Königreich | 1380.0 | 1424,0 | 900,0  | 3704,0 |
| 3.   | Australien             | 1450,5 | 797,0  | 1151,0 | 3398,5 |
| 4.   | Niederlande            | 895,5  | 1001,0 | 1289,5 | 3186,0 |
| 5.   | Neuseeland             | 1068,0 | 1130,0 | 825,0  | 3023,0 |
| 6.   | Russland               | 1003,0 | 1070,5 | 943,0  | 3016,5 |
| 7.   | Volksrepublik China    | 698,5  | 1042,0 | 821,5  | 2562,0 |
| 8.   | Frankreich             | 639,0  | 761,5  | 973,0  | 2373,5 |
| 9.   | Kolumbien              | 791,0  | 696,0  | 877,0  | 2364,0 |
| 10.  | Spanien                | 682,0  | 515,5  | 825,0  | 2022,5 |

## Teamkürzel
JAY: Team Jayco-AIS; MSP: Max Success Pro Cycling; RVL: RusVelo; SLY:  China 361° Cycling Team: YSD: Ysd Track Team